# 歌川芳宗 (2代目)
二代目 歌川芳宗（にだいめ うたがわ よしむね、文久3年2月5日〈1863年3月23日〉 - 昭和16年〈1941年〉）とは、明治時代の浮世絵師、挿絵画家。

## 来歴
月岡芳年の門人、初代歌川芳宗の末子。本姓は新井、名は周次郎。一松斎、松斎と号す。明治8年（1875年）、月岡芳年の門人となり年雪と称す。明治10年には西南戦争の錦絵を製作した。明治13年（1880年）に初代芳宗が死去すると、翌年11月1日に二代目芳宗を襲名。上野山王寺で行われたこの襲名会には芳年のほか、松本芳延、落合芳幾らが参加している。明治15年（1882年）9月刊行の『絵入り自由新聞』に芳年とともに入社し、新聞や雑誌の挿絵などを多く描いた。『改進新聞』の明治19年（1886年）11月16日号において「ノルマントン号遭難」の挿絵を手がける。明治26年（1893年）から一時期、画博堂という店を営業しており、この店は後に同門の松井栄吉に譲った。芝増上寺内に住み、のち明治10年から15年のころに京橋区南金六町三番地に移り住んだ。長谷川武次郎や彼の次男の西宮与作の出版した外国人向け木版画や縮緬本に絵師として参加して夜景や美人などを描いた。享年79。

## 作品
- 『人肉質入裁判』　※シェークスピア原作、井上勤訳。明治15年刊行
- 「鹿児島賊徒苦戦図」　大判錦絵3枚続　※明治10年、年雪落款
- 「市川右団次東京新富座江乗込之図」　大判錦絵3枚続　※明治15年、年雪落款
- 「福島事件人物」　大判錦絵揃物　※明治15年。「愛沢寧堅」、「沢田清之助」、「平島松尾」、「花香恭次郎」が知られる。
- 「撰雪六々談」　大判錦絵24枚組　※明治25年 - 明治26年、「時を待つ獣狩」、「佐野の夕暮」、「忠信なる哉」（太田記念美術館所蔵）、「親鸞」、「蝦夷の信仰」など。当初36枚の予定
- 「芳宗随筆」　大々判錦絵揃物5枚組　※「菊納め（浅草寺東門）」など。当初12枚完結の予定、芝公園にあった自宅「浮世絵堂」から版行